# پوانکاره (دهانه)
پوانکاره یک دهانه برخوردی در ماه‌ است.